# Алвару XIV
Алвару XIV (порт. Álvaro XIV) або Мвемба Мпанзу (кон. Mwenba Mpanzu; пом. 18 листопада 1896) — п'ятдесят четвертий маніконго центральноафриканського королівства Конго.
Був сином Педру VI. Прийняв трон після смерті батька. На той момент (від 1888) королівство Конго де-юре перебувало у васальній залежності від Португалії. Після смерті Алвару XIV престол зайняв його син Педру VII під регентством Енріке IV (до 1901).